# Jean-Baptiste Pussin
Jean-Baptiste Pussin, né à Lons-le-Saunier le 29 septembre 1745 et mort à Paris le 7 avril 1811, était un surveillant de l'asile de Bicêtre, puis de la Salpêtrière.
Il secondait le docteur Philippe Pinel et joua un rôle dans l'amélioration du sort des aliénés.
Il est l'un des précurseurs de la fonction d'Infirmier psychiatrique.

## Biographie

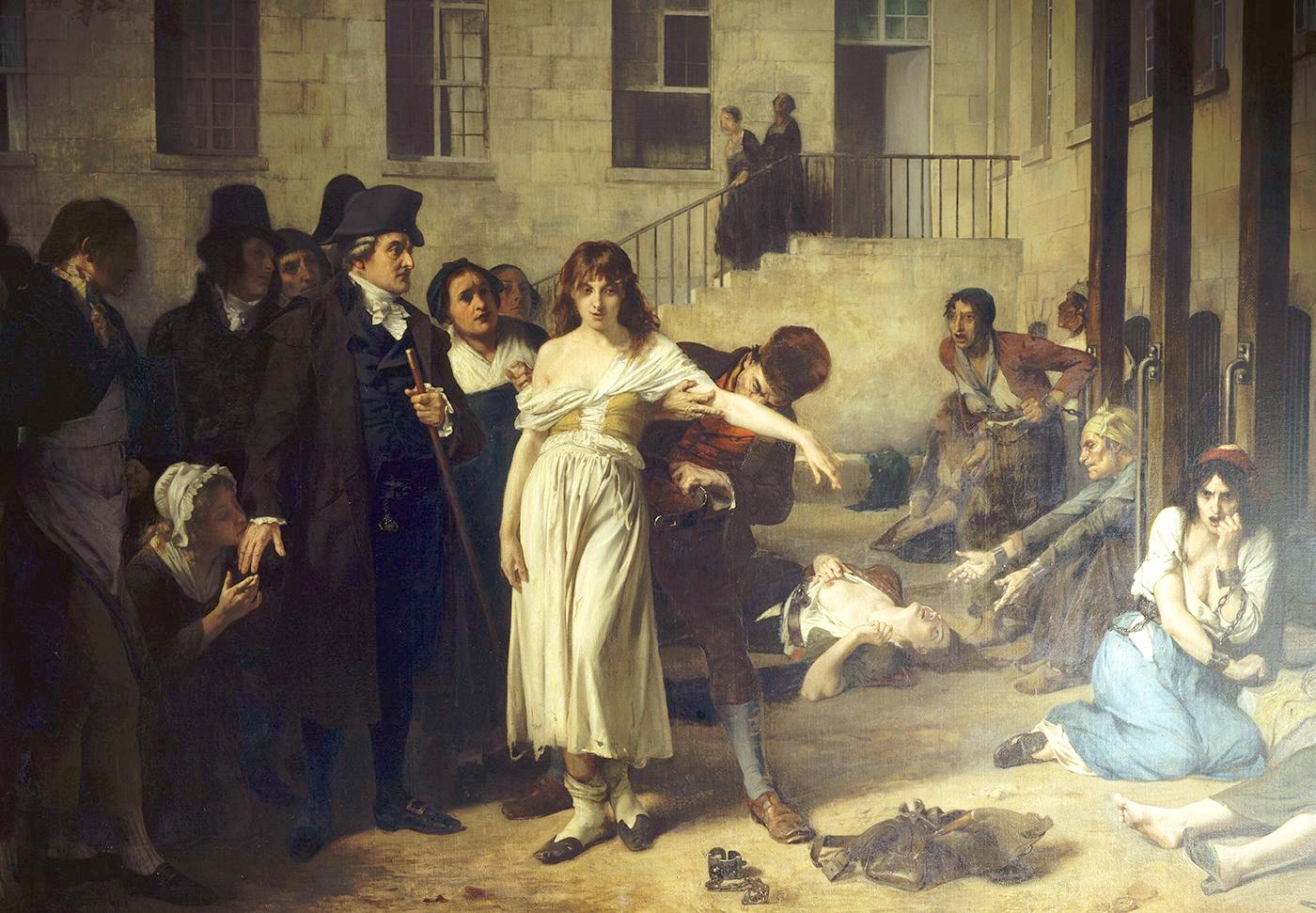
Philippe Pinel délivrant les aliénés à la Salpêtrière en 1795 par Tony Robert-Fleury.

Jean-Baptiste Pussin naît le 29 septembre 1745 à Lons-le-Saunier, en Franche-Comté. Il est le fils de Pierre Pussin, tanneur, et de son épouse, Claudine Lestivan. 
Ancien tanneur, Jean-Baptiste Pussin arrive malade, atteint d'écrouelles, à Bicêtre, en 1771, où l'on tente de le soigner, puis, avec son certificat d' "incurable", est gardé à l'hôpital dans la section des « bons pauvres », durant plusieurs années. Il décide alors de s'impliquer dans la vie de l'hôpital : il aide tout d'abord les enfants malades durant leurs cours, puis devient portier de l'hospice.
En 1780, il est promu surveillant dans le service des aliénés agités, puis, en 1785, « gouverneur des fous », et travaille entre autres auprès du médecin militaire Jean Colombier, inspecteur de l'hôpital, proche de ses conceptions. Celui-ci sera son témoin lors de son mariage avec Marguerite Jubline, en 1786. Sa femme travaille à ses côtés à Bicêtre, puis à la Salpêtrière.
Il consigne ses notes, observations et remarques dans des carnets et cahiers sur lesquels les médecins peuvent s'appuyer.
En 1793, Philippe Pinel prend ses fonctions à Bicêtre. Il remarque que la façon de procéder de Pussin avec les aliénés était très efficace : Pussin était très humain avec les malades, et lorsque ceux-ci étaient libérés de leurs chaînes, ceux-ci se comportaient bien.
Pussin était un homme de carrure très forte, doué d'un certain sens de l'observation. Au caractère autoritaire, supportant mal les ordres de la hiérarchie administrative, et imposant imperturbablement les siens à ceux qui dépendaient de lui. Il mit en œuvre la suppression des chaînes des malades mentaux.
Lorsque Pinel, en 1795, fut muté à la Salpêtrière, il demanda que Pussin le suive, afin de pouvoir bénéficier des services de « police intérieure » de ce dernier ; après plusieurs années d'attente, et grâce à l'influence du ministre de l'Intérieur Jean-Antoine Chaptal, cela lui est enfin accordé en 1802,. Pussin a donc été surveillant à Bicêtre de 1780 à 1802, date à laquelle il est nommé à la Salpêtrière, et où il travaillera jusqu'à son décès, survenu le 7 avril 1811. Il contribue à la réforme asilaire et enlève les fers des aliénés le 4 prairial de l'an VI. Il applique ensuite cette même libération à l'hospice national des femmes.
Jean Baptiste Pussin est le père spirituel de l'infirmier en psychiatrie. Il est le premier surveillant à écrire des observations sur ses patients. Estimant qu'ils étaient plus aptes, il choisira le personnel parmi les malades guéris et les convalescents.

## Hommages

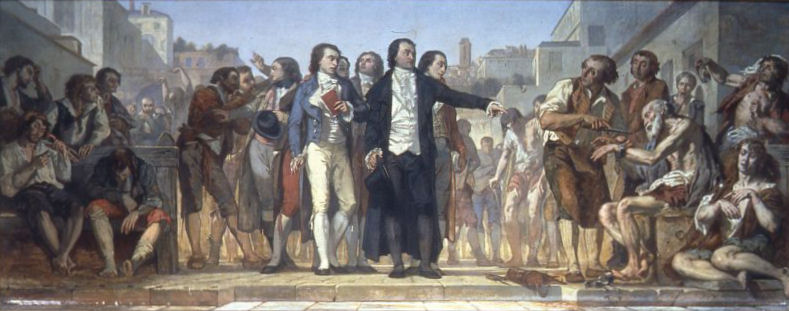
Pinel délivrant les aliénés à Bicêtre en 1793. Tableau de Charles-Louis Muller, Académie nationale de médecine.

### Plaque commémorative
Le préfet Eugène Poubelle, le 3 août 1887, inaugure une plaque commémorative apposée sur un mur de l'hôpital Bicêtre, pour le travail de surveillant de Pussin dans l'hospice, de 1780 à 1802. Elle sera restaurée, puis installée à l'entrée de l'hôpital en février 2007.

### Lieux et bâtiments
Jean-Baptiste Pussin est le nom de l'Institut de formation en soins infirmiers (IFSI) des hôpitaux de Saint-Maurice (anciennement hôpital Esquirol) à Saint-Maurice (Val-de-Marne).
Une unité de l'hôpital psychiatrique "Saint Jean de Dieu" à Lyon, une unité de l'établissement public de santé d'Alsace du Nord (EPSAN) portent également son nom, ainsi qu'une unité de psychiatrie adulte du centre hospitalier du Mas Careiron à Uzès (Gard), du centre hospitalier à Lens (Pas-de-Calais) et de la Fondation Bon Sauveur de Saint-Lô (Manche). Un hôpital de jour de soins de réadaptation psychique à l'hôpital Bicêtre (AP-HP), une unité du centre hospitalier du Rouvray à Sotteville-lès-Rouen, une unité du Centre Hospitalier Henri Laborit de Poitiers à Nieuil-l'Espoir, une unité d'hospitalisation de psychiatrie adulte du centre hospitalier de Versailles (Yvelines), une unité d'hospitalisation en psychiatrie adulte du centre hospitalier spécialisé de la Savoie, une unité de soins à l'hôpital André Breton de Saint-Dizier ainsi qu'un foyer d'accueil médicalisé au sein du centre hospitalier de la Chartreuse de Dijon, une unité à l'hôpital psychiatrique "Marius Lacroix" situé à La Rochelle dédié à la réhabilitation, portent son nom.
Un centre de consultation psychiatrique du Cesame à Angers porte également son nom.